# Mihail Stănescu
Mihail Stănescu (1892 - ?) a fost un general român, care a luptat în cel de-al Doilea Război Mondial.
A absolvit Școala de Ofițeri în 1912.
A fost înaintat în 8 iunie 1936 la gradul de colonel și în 24 ianuarie 1942 la gradul de general de brigadă.
21 martie 1943 - 16 aprilie 1943 General de brigadă Mihail Stanescu a fost comandantul Diviziei a IV-a de Munte
În perioada 6 decembrie 1944 - 14 aprilie 1945 generalul de brigadă Mihail Stănescu a fost comandantul Corpului de Grăniceri.
În 1952, Mihail Stănescu a fost condamnat la 60 de luni de închisoare.